# Slaget vid Ciudad Juárez
Slaget vid Ciudad Juárez var det sista slaget där Pancho Villas rebeller var inblandade. Slaget började den 15 juni 1919 då Villa försökte erövra gränsstaden Juárez, som var en av baserna för mexikanska armén. General González förberedde försvaret av Juarez. På den amerikanska sidan bevakade general Erwin händelseutvecklingen. När Villa fick övertaget över mexikanska armén fick Erwin tillåtelse att återställa ordningen på mexikanska sidan, så att inte den amerikanska gränsstaden El Paso skulle bli utsatt för skottlossning. Revolutionärerna förlorade 170 döda, 26 sårade och 39 tillfångatagna. Pancho Villa lyckades äe en gång fly. 

## Bakgrund
Mexikanska revolutionen började 1910 i protes t mot Porfirio Díaz’ diktatur. Revolutionärer under ledning av Pancho Villa och Pascual Orozco anföll federala styrkor i Juárez vid Rio Grande, gränsfloden mot USA. De otränade soldaterna segrade och installerade Francisco Madero som president.